# Médaille Brockhouse
La médaille Brockhouse, crée en 1999 en honneur du lauréat du prix Nobel Bertram Brockhouse par l'Association canadienne des physiciens et physiciennes est remise pour des réalisations exceptionnelles de recherche en physique de la matière condensée et matériaux.
La médaille Brockhouse ne doit pas être confondue avec le Prix Brockhouse pour la recherche interdisciplinaire en sciences et en génie du Conseil de recherches en sciences naturelles et en génie du Canada.

## Lauréats[3]
- 2019 - Graeme Luke, Université McMaster, « pour ses contributions au domaine de la recherche sur les supraconducteurs au moyen de techniques de spin des muons »[4].
- 2018 - Andrea Damascelli, Université de la Colombie-Britannique, « pour son apport novateur et son leadership dans l’étude des solides et surfaces quantiques »[5].
- 2017 - Yong Baek Kim, Université de Toronto, « pour ses travaux de chef de file concernant les effets de l'ample  couplage Russell-Saunders »[6].
- 2016 - Carlos Silva Acuña, Université de Montréal, « pour ses avancées originales [...] en Spectroscopie optique transitoire »[7].
- 2015 - John Page, Université du Manitoba, « pour son apport important et original à la compréhension des phénomènes des ondes ultrasoniques en milieux complexes »[8].
- 2014 - Ian Affleck, Université de la Colombie-Britannique, « pour ses apports originaux et marquants à la théorie des systèmes de matière condensée ». Il deviendra en 2015 associé étranger élu de l'Académie des sciences de l'Institut de France[9].
- 2013 - James Forrest, Université de Waterloo, et Kari Dalnoki-Veress, Université McMaster, « respectivement, pour leur travail de collaboration remarquable en physique des macromolécules en couche mince, ainsi que près des surfaces et des interfaces »[10],
- 2012 - Douglas Bonn, Université de la Colombie-Britannique, « pour ses contributions dans le domaine de la supraconductivité à haute température »[11].
- 2011 - Bruce D. Gaulin, Université McMaster, « pour ses contributions reconnues mondialement dans le domaine des phénomènes collectifs des systèmes magnétiques, supraconducteurs et structurels »[12].
- 2010 - Gordon Walter Semenoff, Université de la Colombie-Britannique, « pour son apport d’une grande portée à la théorie du graphène et de ses quasi-particules de masse nulle»[13].
- 2009 - Michel Gingras, Université de Waterloo, pour « ses contributions originales à la description des systèmes désordonnés aléatoires et des systèmes magnétiques géométriquement frustrés à l'aide de la mécanique statistique »[14].
- 2008 - Jess Brewer, University of British Columbia[15].
- 2007 - Sajeev John, Université de Toronto[16]
- 2006 - Hong Guo, Université McGill[17].
- 2005 - David Lockwood, Conseil national de recherches du Canada[18].
- 2004 - Michael Thewalt, Université Simon Fraser[19].
- 2003 - Louis Taillefer, Université de Sherbrooke[20].
- 2002 - Pawel Hawrylak, Conseil national de recherches[21].
- 2001 - Mark Sutton, Université McGill[22].
- 2000 - Thomas Timusk, Université McMaster[23].
- 1999 - Walter N. Hardy, Université de la Colombie-Britannique[24].